# Brachystelma pulchellum
Brachystelma pulchellum är en oleanderväxtart som först beskrevs av William Henry Harvey, och fick sitt nu gällande namn av Rudolf Schlechter. Brachystelma pulchellum ingår i släktet Brachystelma och familjen oleanderväxter. Inga underarter finns listade i Catalogue of Life.